# 元和キリシタン遺跡

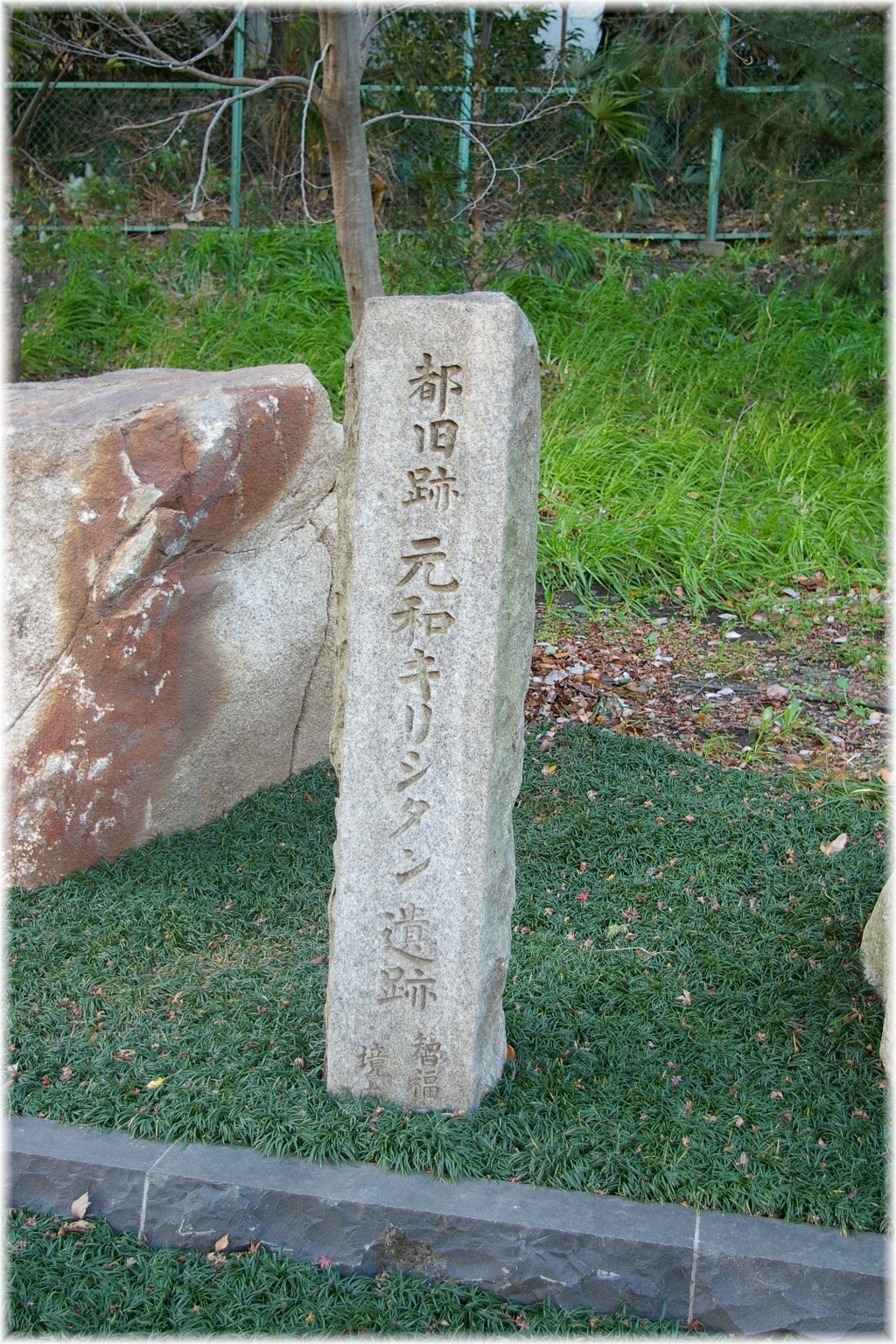

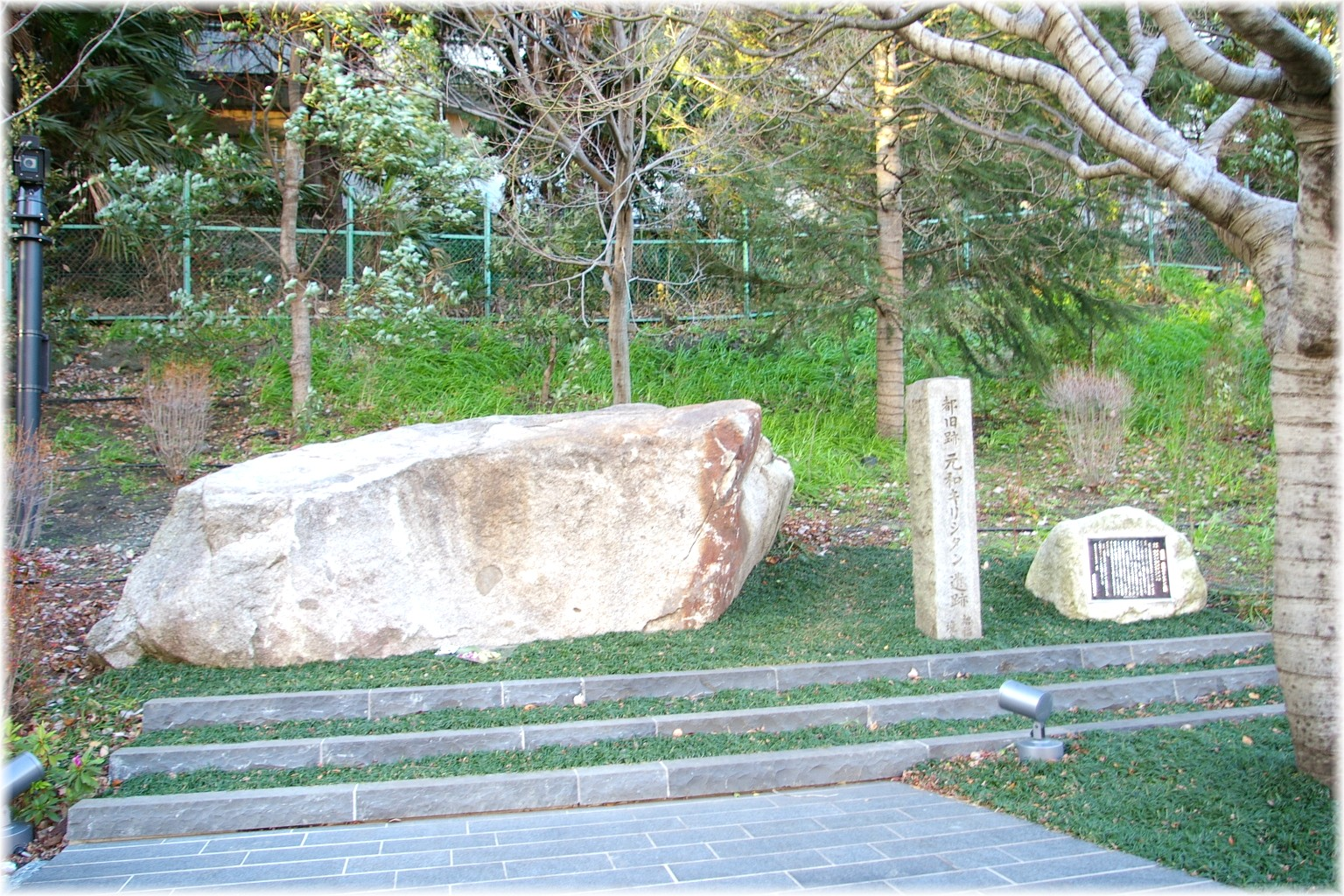

元和キリシタン遺跡（げんなきりしたんいせき）とは東京都港区三田三丁目6番地に存在するキリスト教信者の殉教遺跡。東京都の旧跡。

## 歴史
徳川三代将軍徳川家光が元和9年（1623年）12月4日キリスト教信者50人を処刑した（江戸の大殉教、徳川実紀より）。処刑されたのは、ジロラモ・デ・アンゼリス神父、シモン遠甫、ガルベス神父、原主水他。
うち、アンゼリス神父とガルベス神父、シモン遠甫の3人は、1896年ローマ教皇ピオ9世より福者と認定された。ジョアン原主水は2008年に列福した。
刑執行後は空地となったが、後に智福寺が建てられた。1966年（昭和41年）に練馬区に移転するまで、智福寺の境内だった。
刑場があった高輪大木戸（東海道にあった江戸内外を示す関所）の石垣の一部が残され、石碑が設置されている。
1956年（昭和31年）に建てられた「元和大殉教記念碑」の石柱は、カトリック高輪教会に移転されており、毎年11月下旬に「江戸の殉教者記念祭」が執り行われている。